# Chiesa di San Michele Arcangelo (Valbrevenna)
La chiesa di San Michele Arcangelo è un luogo di culto cattolico italiano, situato nella frazione di Clavarezza nel comune di Valbrevenna, città metropolitana di Genova. La chiesa è sede della parrocchia omonima del vicariato della Valle Scrivia dell'arcidiocesi di Genova.
La chiesa è sottoposta a vincolo di tutela da parte della Soprintendenza per i beni architettonici e archeologici della Liguria.

## Storia
I documenti più antichi a citare la chiesa risalgono al 21 settembre del 1200. La chiesa fu edificata nella frazione di Clavarezza e assoggettata alla cura della parrocchia di San Lorenzo martire di Pareto.
Il 15 febbraio del 1641 il cardinale Stefano Durazzo separò le due comunità in due distinte parrocchie.
L'esigenza di una nuova chiesa fu segnalata all'arcivescovo genovese, monsignor Giuseppe Maria Saporiti, dal locale parroco nel 1766 e già il 17 luglio dello stesso anno fu concessa l'autorizzazione per l'edificazione. Un vasto incendio, il 2 febbraio 1864, devastò l'intero paese di Clavarezza, danni si verificarono anche nella canonica e nella sacrestia, ma le fiamme lambirono leggermente la chiesa e il suo campanile.

## Descrizione
La chiesa, in classica muratura mista lapidea e calcestruzzo, presenta una struttura ad aula, con un'abside semicircolare e cappelle laterali.
La facciata, con portale centra e oculo, è decorata a lesene con frontone triangolare.
I pavimenti sono in lastre policrome in ardesia e marmo bianco, con motivi geometrici in tradizionale stile ligure.
Le vetrate furono realizzate dal maestro d'arte vetraria Luigi Costa.